# Złom (film)
Złom – polski niezależny film fabularny. Debiut filmowy Radosława Markiewicza nagrodzony w Gdyni.

## Obsada
- Wojciech Paszek (Maciek Peksa)
- Michał Ptak (Michał Garda)
- Ewa Sienkiewicz
- Gertruda Szymańska
- Jacek Borkowski
- Jan Ficek
- Jan Hajok (Zły)
- Alojzy Mrowiec
- Sebastian Puszczewicz
- Andrzej Śleziak